# Representação adjunta (grupo de Lie)
Em matemática, a representação adjunta (ou ação adjunta) de um grupo de Lie G é uma forma de representar os elementos do grupo como transformações lineares do grupo de álgebra de Lie, considerado como um espaço vetorial. Por exemplo, no caso em que G é o grupo de Lie de matrizes inversíveis de tamanho n, GL(n), a álgebra de Lie é o espaço vetorial de todas (não necessariamente inversível) matrizes n-por-n. Portanto, neste caso, a representação adjunta é o espaço vetorial de matrizes n-por-n, e qualquer elemento g em GL(n) que atua como uma transformação linear deste espaço vetorial dada pela conjugação: {\displaystyle x\mapsto gxg^{-1}}. 